# 見知らぬ女からの手紙
『見知らぬ女からの手紙』（みしらぬおんなからのてがみ、原題: 一個陌生女人的来信）は、2004年の中国映画。
1930年代から1940年代の北京を舞台に、ある女のひたむきな愛の軌跡を描く。シュテファン・ツヴァイクの短編小説『未知の女の手紙』 (Brief einer Unbekannten) を原作に、人気女優・徐静蕾（シュー・ジンレイ）が映画化を企画、自ら監督・脚本・主演を兼ね注目を集めた。第52回（2004年）サン・セバスティアン国際映画祭最優秀監督賞受賞作品。

## あらすじ
1948年も暮れようとする北京。ある男の元に、「私のことを知らないあなたへ」との書き出しで始まる、1通の手紙が届いた。そこに綴られていたのは、彼の記憶に刻まれることのなかった1人の女、短い邂逅の中で見返りを求めることなく一途に男を思い続けた女の、18年間の半生と秘めた愛の告白だった。1930年の北京。13歳の少女だった女の隣家に、1人の男が引っ越してきた。教養がありモダンで洗練されたその姿を垣間見た女は、一瞬で恋に胸を焦がすようになる。その感情は、母親の再婚で山東へ転居した後も消えることはなかった。
1937年、憧れの人と同じ街で暮したい一心で、女は北京の師範学校に進学する。男とすれ違うだけで心ときめく日々に、ある日突然大きな変化が訪れた。抗日デモの鎮圧騒動の中、初めて言葉を交わした2人はそのまま一夜を共にするが、男は行きずりの情事など瞬く間に忘れ去った。やがて妊娠に気づいた女は胸の想いを明かすことなく街を去り、四川で男の子を出産する。
1945年、2人は北京で一瞬の再会を果たす。女は高級娼婦となっていた。男は女を全く覚えていなかった。失望、そして諦観。それでも女は毎年男の誕生日に、愛を交わした日の思い出の白い薔薇の花を贈り続けた。
そして2年後、パーティーの席で顔を合わせた2人。過去を思い出さないままの男の誘いを、女は拒まなかった。翌朝、女は自分の贈った薔薇を1輪貰って静かに去った…。
女からの手紙は2人の間の息子の病死と、女の死をも告げるものだった。手紙はこう結ばれていた。｢恋に落ちたあの時から、私の心にいたのはあなただけ。」

## 配役
- 女 - 徐静蕾（シュー・ジンレイ）
- 男 - 姜文（チアン・ウェン）
- 少女（= 女） - 林園（リン・ユエン）
- 執事 - 孫飛虎（スン・フェイフー）
- 少女の母 - 蘇小明（スー・シャオミン）
- 息子 - 蘇子豪（スー・ズーハオ）
- 軍人 - 黄覚（ホアン・ジュエ）
- 大家 - 張暴默（ジャン・バオモー）